# Vava (raperka)

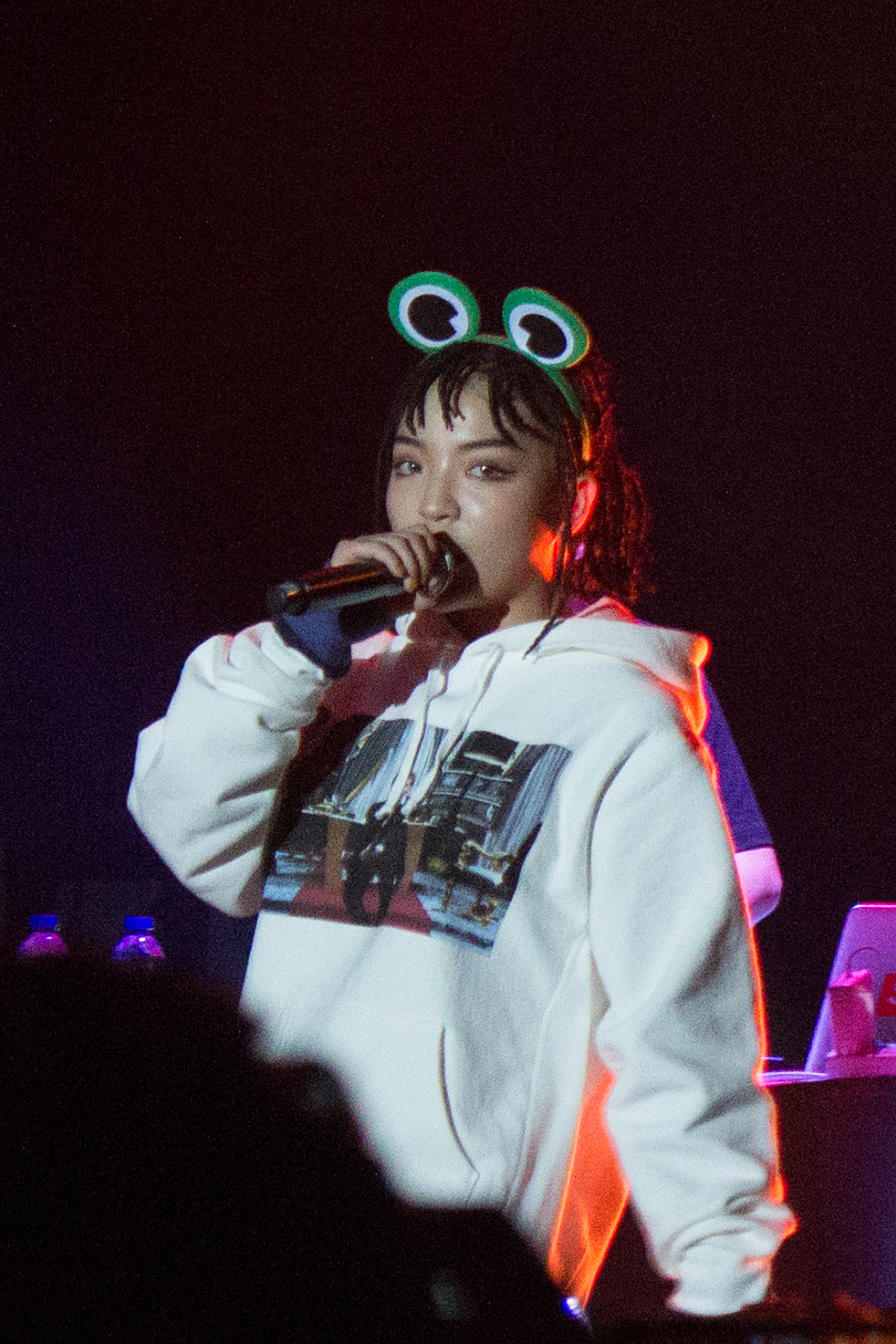
VaVa w grudniu 2017 r.

Vava, właściwie Mao Yan Qi (wym. [máujæ̌ntɕʰī]; Chiń. upr. 毛衍七, pinyin Máo Yǎn Qī; ur. 29 października 1995 w Ya'an) – chińska raperka z miasta Ya’an w prowincji Syczuan. Nazywana chińską Rihanną. Jej pseudonim artystyczny pochodzi od słowa „lalka” w języku chińskim (chiń. upr. 娃娃; pinyin: wáwa), wybrany z uwagi na to, że w dzieciństwie miała tzw. wá wa liăn, czyli bardzo pulchną twarz.

## Dzieciństwo i początki kariery
Mao Yan Qi po śmierci ojca była wychowywana przez swoją matkę. Gdy jej matka pracowała daleko od domu rodzinnego, także babcia pomagała w wychowaniu. W wieku 16 lat, Mao Yan Qi zdecydowała się porzucić szkołę i skupić na rozwoju swojego talentu jako wokalistka. Podróżowała, występując w lokalnych barach niedaleko domu w Chengdu. Później zaczęła występować w lokalach na terenie całego kraju. Po poznaniu producenta muzyki hip-hopowej Double G w mieście Shenzhen, dołączyła do jego zespołu w Szanghaju.

## Zdobycie sławy
Vava zyskała sławę dzięki występowi w pierwszym sezonie programu telewizyjnego The Rap of China emitowanego w serwisie iQiyi. Ten program pomagał undergroundowym raperom zyskać rozpoznawalność. W sezonie rapowała zarówno w dialekcie mandaryńskim, jak i syczuańskim. W drugiej rundzie wykonała „Life's a Struggle”, ale zmieniła tekst tak, aby pasował do jej własnych doświadczeń z dzieciństwa. Była jedyną kobietą, która dotarła do pierwszej czwórki. 
Swój pierwszy album „21” wydała 6 października 2017 r. Jedna piosenka z albumu, „My New Swag” (我的新衣), znalazła się w filmie z 2018 r. o tytule Crazy Rich Asians. Vava pojawiła się także w utworze „New World” Krewella. Miała kontrakt modelingowy z amerykańskim projektantem Alexandrem Wangiem i włoską marką odzieży sportowej Kappa.
W 2018 r. chiński rząd zablokował w telewizji kulturę hip-hopową i występy aktorów z tatuażami. W rezultacie VaVa została usunięta z programu telewizyjnego o nazwie Happy Camp. Odniosła się do tego mówiąc, że bycie poza telewizją dało jej czas na skupienie się na tworzeniu muzyki.
VaVa podpisała kontrakt z Warner Music China w sierpniu 2019 r. W listopadzie tego samego roku ukazał się jej drugi album pt. "毛衍七".

## Chiński hip-hop
Oprócz Rihanny i Little Simz, jej największą muzyczną inspiracją z okresu dzieciństwa był Jay Chou. VaVa jest zdecydowaną zwolenniczką włączania większej ilości chińskich wpływów kulturowych do chińskiego hip-hopu i rapu. W swojej popularnej piosence „My New Swag” użyła kilku tradycyjnych chińskich instrumentów: pipy, erhu, suony, banhu i gongów. Zawarła w piosence również krótki fragment z opery pekińskiej Selling Water, śpiewany przez śpiewaka operowego Wang Qianqian.

## Poglądy polityczne
Wraz z innymi postaciami popkultury Chin kontynentalnych, VaVa publicznie poparła rząd w sprawie protestów w Hongkongu, tym samym wspierając brutalność policji, oraz wypowiadała się przeciwko protestom prodemokratycznym, oświadczając na swoich stronach w mediach społecznościowych, że czuje, iż Hongkong zawsze będzie częścią Chin.

## Dyskografia
- 21 (2017)
- 21 Part II (2018)
- 毛衍七 (2019)
- Vow (2020)